# Aix praeclara
Aix praeclara är en utdöd fågel i familjen änder inom ordningen andfåglar. Den beskrevs 2012 utifrån fossila lämningar från miocen funna i Mongoliet.